# Tanja Bülter

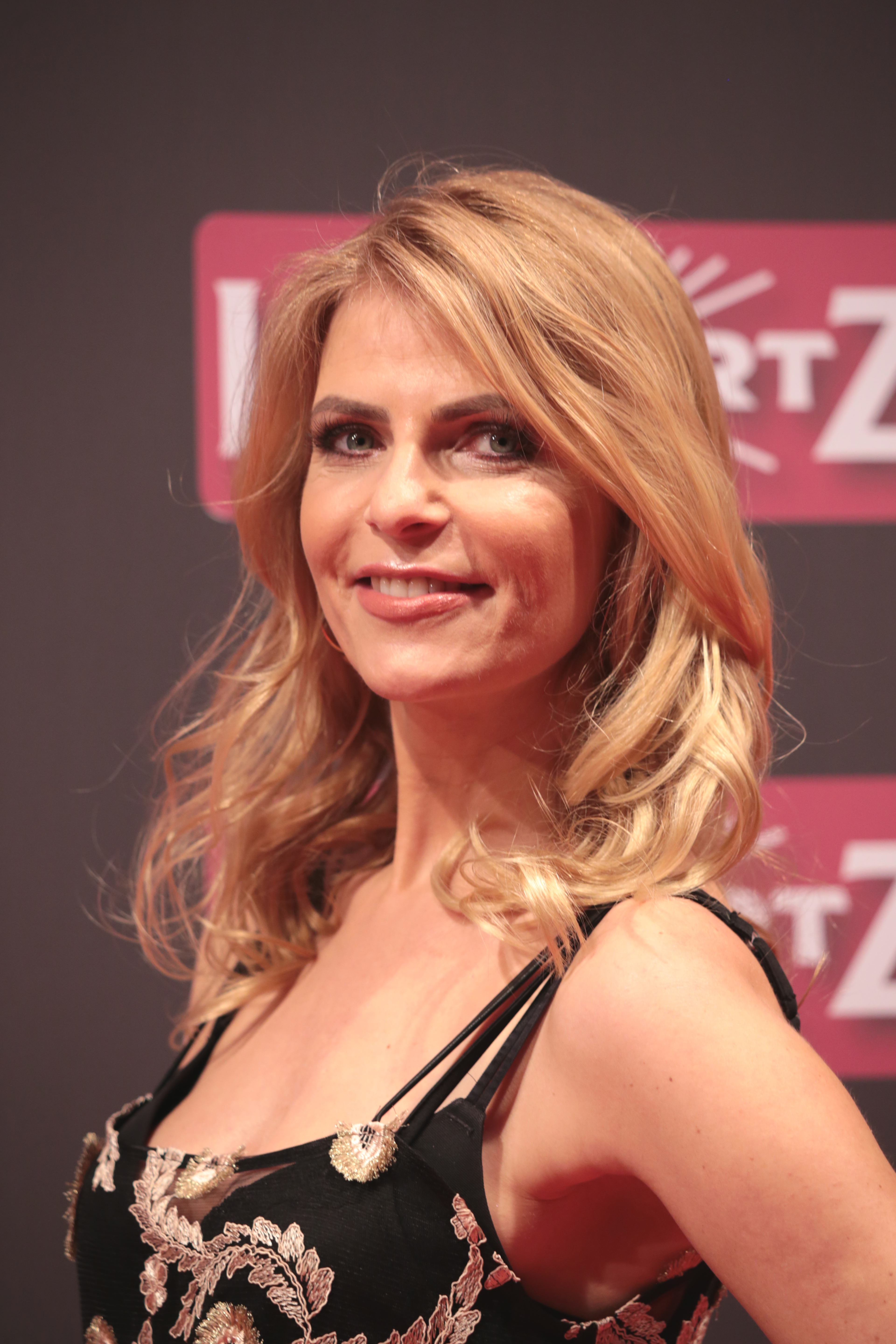
Tanja Bülter (2018)

Tanja Bülter (* 7. Oktober 1971 in Georgsmarienhütte) ist eine deutsche Moderatorin.

## Leben
Nach dem Abitur 1991 nahm Bülter ein Studium an der Westfälischen Wilhelms-Universität zu Münster in den Studiengängen Romanistik (Spanisch und Französisch) und Wirtschaftspolitik auf, das sie 1997 mit dem Magister Artium abschloss. In dieser Zeit absolvierte sie diverse Hospitanzen und Praktika, u. a. bei den Westfälischen Nachrichten, beim Radio Gong München, beim WDR-Landesstudio Münster, bei tv.münchen und beim ZDF-Morgenmagazin. Dem Studium schloss sich ein Nachrichten-Volontariat bei RTL an.
Seit Dezember 1999 ist Bülter als Redakteurin und Live-Reporterin im RTL-Hauptstadtstudio Berlin für die News- und Magazin-Formate (Punkt 6, Punkt 12, RTL aktuell) im Ressort VIP/Lifestyle tätig. Zudem moderierte sie von 2002 bis 2005 an den Wochenenden und als Vertretung die RTL II News. Von 2003 bis 2012 moderierte Bülter verschiedene Formate für den Sender n-tv.
Zudem ist sie als Kolumnistin tätig, so schreibt sie neben ihrer eigenen wöchentlichen Kolumne auf styleadvisors auch regelmäßig für verschiedene Lifestyle- und Fashionmagazine. Bülter moderiert auch regelmäßig Galas, Premieren oder Firmenevents. Seit 2009 ist sie Sonder-Botschafterin der Stiftung Kinderherz.
Bülter hat einen Sohn (* 2008) und eine Tochter (* 2013).  Den Vater ihrer Kinder, den Serben Nenad Drobnjak, heiratete sie nach sieben Jahren Beziehung 2013. Die Trennung erfolgte 2020.

## Fernsehauftritte
- seit Dezember 1999: Redakteurin/Live-Reporterin im RTL-Hauptstadtstudio Berlin für die News-Formate (Punkt 6, Punkt 12, RTL aktuell …) (Ressort VIP/Lifestyle)
- 2002 bis 2005: RTL II News (Moderation, RTL II)
- 2003 bis 2007: Life & Style (Moderation, n-tv)
- 2003 bis 2005: Technik & Trends (Moderation, n-tv)
- 2005: Sternchen, Stars & Storys (Moderation, Super RTL)
- 2005: Berlinale Spezial (4 Sendungen täglich vom 10. bis 20. Februar) (Moderation, n-tv)
- 2006 bis 2008: VIP-News bei Punkt 6 und Punkt 9 (Moderation, RTL)
- 2006: Berlinale Spezial (täglich vom 9. bis 19. Februar) (Moderation, n-tv)
- 2007: Berlinale Spezial (täglich vom 8. bis 18. Februar) (Moderation, n-tv)
- 2007 bis 2011: Mercedes-Benz TV
- 2010: n-tv Fashionweek (Moderation, Messe TV)
- 2010: Silvester-Live-Berichterstattung vom Brandenburger Tor (Moderation, RTL)
- 2011: Royal Weddings (Kommentar, n-tv)
- 2012: Sondersendung zur Beerdigung von Whitney Houston (Moderation, n-tv)
- 2012: 60. Thronjubiläum von Queen Elizabeth (Kommentar, n-tv)
- 2012: n-tv Fashionweek Spezial (Moderation, Messe TV)
- 2015: Promi Shopping Queen (Gast, VOX)
- 2016: Schau mir in die Augen – Promis unter Hypnose (Gast, RTL)
- seit 2020: VIPstagram (Moderation, RTL.de/RTL+)
- 2022: Showtime of my Life – Stars gegen Krebs (Teilnahme, VOX)
- 2022: Kölner Treff (Gast, WDR)